# 문병례
문병례는 대한민국의 성우이다. 1976년 MBC CM에 입사했으며, 현재는 MBC CM 2기이다. 문화방송 성우극회 소속.